# Neaphria dexina
Neaphria dexina là một loài ruồi trong họ Tachinidae.